# Tomáš Sedláček (Radsportler)
Tomáš Sedláček (* 17. März 1967 in Brno) ist ein ehemaliger tschechoslowakischer Radrennfahrer und nationaler Meister im Radsport.

## Sportliche Laufbahn
Sedláček war im Straßenradsport aktiv und Mitglied der Nationalmannschaft. 1988 wurde er Gesamtsieger der Slowakei-Rundfahrt. 1990 wurde er Dritter der Rundfahrt. 1996 holte er einen Etappensieg in der Tour of Rhodes und kam auf den dritten Rang der Gesamtwertung. In der nationalen Meisterschaft im Straßenrennen 1992 wurde er Zweiter hinter Luděk Štyks, 1994 hinter Lubor Tesař Vizemeister. 1999 kam er in der Lidice-Rundfahrt auf den dritten Platz. In der Vysočina-Rundfahrt gewann er ebenfalls einen Tagesabschnitt. Die Internationale Friedensfahrt bestritt er viermal. 1992 wurde er 19., 1996 7., 1997 17., 1998 28. In der Polen-Rundfahrt 1998 wurde er 68., in der Österreich-Rundfahrt 1994 41. und 1998 39. 1996 kam er in der Jugoslawien-Rundfahrt auf den 8. Platz. Er bestritt auch den Grand Prix Guillaume Tell und die Dänemark-Rundfahrt.